# Tinton Falls Challenger
Il Tinton Falls Challenger è stato un torneo professionistico di tennis giocato su campi in cemento. Faceva parte dell'ATP Challenger Series. L'unica edizione si è disputata a Tinton Falls negli Stati Uniti.

## Albo d'oro

### Singolare
| Anno | Campione    | Finalista  | Punteggio     |
| ---- | ----------- | ---------- | ------------- |
| 1978 | Sashi Menon | John Sadri | 3–6, 7–5, 6–3 |

### Doppio
| Anno | Campioni                    | Finalisti                          | Punteggio     |
| ---- | --------------------------- | ---------------------------------- | ------------- |
| 1978 | Keith Richardson John Sadri | Scott Carnahan Charles Buzz Strode | 6–7, 6–3, 6–4 |